# Stella (moped)
Stella är en liten rysktillverkad moped i storlek med Hondas så kallade "Monkey Bike". 
De första tillverkningsåren utrustades den med egen rysk motor men de senare modellerna hade motorer från tjeckiska Jawa.